# NGC 136
NGC 136 è un ammasso aperto situato nella costellazione di Cassiopea.

## Descrizione
L'ammasso conta meno di una cinquantina di stelle di magnitudine compresa tra 9 e 11. Secondo la classificazione degli ammassi aperti di Robert Trumpler, avendo un ridotto numero di stelle (<50) distribuite su un intervallo medio, viene assegnato alla classe II2p.
Ha un'età stimata in 250 milioni di anni.

## Scoperta
È stato scoperto il 26 novembre 1788 dall'astronomo britannico William Herschel, che lo descrisse come "piuttosto debole, piccolo e compresso".